# Song Dae-nam
Song Dae-nam, född den 5 april 1979 i Yongin, Gyeonggi, Sydkorea, är en sydkoreansk judoutövare.
Han tog OS-guld i herrarnas mellanvikt i samband med de olympiska judotävlingarna 2012 i London.